# Rock City
Rock City är en tidning som ges ut i Los Angeles. Den började göra detta år 1983 och den är aktiv än idag.
Tidningen har sedan 1996 delat ut ett pris som, passande nog, heter Rock City Award. Detta gör de på Rock City Awards Show (även kallad The Rockies).
På dessa ställen har galan hållits genom åren:
- 3 augusti 1996 - Roxy Theater [1]
- 6 november 1997 - Reseda Country Club [2]
- 10 september 1998 - Reseda Country Club [3]
- 19 november 1999 - Reseda Country Club [4]
- 7 december 2000 - Paladino's [5]
- 8 december 2001 - Paladino's [6]
- 21 november 2002 - Paladino's [7]
- 15 november 2003 - Qtopia [8]
- 3 december 2004 - Qtopia [9]
- 8 december 2005 - B.B. Kings [10]
- 6 december 2006 - B.B. Kings [11]